# Steve Vickers
Steve Vickers (nacido en 1953) es un matemático e informático británico. A comienzos de los años 80 escribió el firmware ROM y los manuales para tres modelos de ordenadores, el Sinclair ZX81, Sinclair ZX Spectrum y Jupiter Ace. Este último fue producido por Jupiter Cantab, una compañía que estuvo muy poco tiempo vigente formada por Vickers y Richard Altwasser, cuando ambos dejaron Sinclair Research en 1982. Años más tarde, a finales de los años 80, Vickers comenzó a desarrollar trabajos como académico en el campo de lógica geométrica, escribiendo más de 30 artículos en revistas especializadas en los aspectos matemáticos de la informática. Su libro Topology via Logic es una referencia para una amplia gama de campos de investigación (incluyendo el de la física teórica, donde Christopher Isham del Imperial College London ha citado a Vickers como una influencia temprana en su trabajo en topos y en gravedad cuántica). Vickers es actualmente Conferenciante Senior en la Universidad de Birmingham.

## Educación
Vickers se graduó en matemáticas en el King's College de Cambridge, y se doctoró en matemáticas en la Universidad de Leeds.

## Época Sinclair
En el año 1980 empezó a trabajar para la empresa Nine Tiles, que había escrito el Sinclair BASIC para el modelo ZX80. Vickers fue el responsable de la adaptación de la ROM de 4 Kb del ZX80 en la ROM de 8 Kb utilizada en el ZX81, y escribió su manual. Asimismo escribió la mayor parte de la ROM del ZX Spectrum y colaboró en la elaboración de su documentación.
Vickers dejó Sinclair Research en el año 1982 para fundar la compañía Rainbow Computing Co. con Richard Altwasser.  La compañía se renombró a Jupiter Cantab, y fueron responsables del desarrollo del fallido ordenador personal Jupiter Ace, un modelo que pretendía competir con el ZX Spectrum.

## Trabajo académico
Comenzó a trabajar en el Departamento de Computación delImperial College London. Posteriormente se adscribió al Departamento de Matemáticas Puras en la Open University para cambiar posteriormente a la School of Computer Science de la Universidad de Birmingham, donde es actualmente Conferenciante Senior y Tutor de Investigación Estudiante de la escuela de Informática.

## Investigación
El principal interés académico de Vickers es el campo de la geometría lógica. Su libro Topology via Logic introduce la topología desde el punto de vista computacional, inicialmente desarrollada por Samson Abramsky y Mike Smyth. Se centra en una aproximación de punto-libre, y se puede interpretar como el tratamiento de teorías denominadas lógico-geométricas, también denominada teoría de topos, una forma más rigurosa de la lógica intuitiva.

## Obra
- Steven Vickers, "An induction principle for consequence in arithmetic universes", Journal of Pure and Applied Algebra 216 (8–9), ISSN 0022-4049, pp. 1705 – 2068, 2012.
- Jung, Achim and Moshier, M. Andrew and Vickers, Steven, "Presenting dcpos and dcpo algebras", in Bauer, A. and Mislove, M., Proceedings of the 24th Conference on the Mathematical Foundations of Programming Semantics (MFPS XXIV), pp. 209–229, Electronic Notes in Theoretical Computer Science, Elsevier, 2008.
- Steven Vickers, "Cosheaves and connectedness in formal topology", Annals of Pure and Applied Logic, ISSN 0168-0072, 2009.
- Steven Vickers, "A localic theory of lower and upper integrals", Mathematical Logic Quarterly, 54 (1), pp. 109–103, 2008.
- Steven Vickers, "Locales and toposes as spaces", in Aiello, Marco and Pratt-Hartmann, Ian E. and van Benthem, Johan F.A.K.,Springer, Handbook of Spatial Logics, Springer, 2007, ISBN 978-1-4020-5586-7, Chapter 8, pp. 429–496.
- Palmgren, Erik and Vickers, Steven, "Partial Horn logic and cartesian categories", Annals of Pure and Applied Logic, 145 (3), pp. 314–353, ISSN 0168-0072, 2007.
- Steven Vickers, "Localic completion of generalized metric spaces I, Theory and Applications of Categories", ISSN 1201-561X, 14, pp. 328–356, 2005.
- Steven Vickers, "Localic completion of generalized metric spaces II: Powerlocales, Journal of Logic and Analysis", ISSN 1759-9008, 1 (11), pp. 1–48, 2009.
- Steven Vickers, "The double powerlocale and exponentiation: a case study in geometric logic", Theoretical Computer Science, ISSN 0304-3975, vol. 316, pp. 297–321, 2004.
- Steven Vickers, "Topical Categories of Domains", in Winskel, Proceedings of the CLICS workshop, Aarhus, Computer Science Department, Aarhus University, 1992.
- Vickers, S. J., "Topology via Constructive Logic", in Moss and Ginzburg and de Rijke, Logic, Language and Computation Vol II, Proceedings of conference on Information-Theoretic Approaches to Logic, Language, and Computation, 1996, ISBN 1575861801, 157586181X, CSLI Publications, Stanford, pp. 336–345, 1999.
- Vickers, S. J., "Toposes pour les vraiment nuls", in Edalat, A. and Jourdan, S. and McCusker, G., Advances in Theory and Formal Methods of Computing 1996, ISBN 1-86094-031-5, Imperial College Press, London, pp. 1–12, 1996.
- Vickers, S. J., "Toposes pour les nuls", Techreport Doc96/4, Department of Computing, Imperial College, London, (first published in Semantics Society Newsletter no. 4).
- Broda, K. and Eisenbach, S. and Khoshnevisan, H. and Vickers, S.J., "Reasoned Programming", ISBN 0-13-098831-6, Prentice Hall, International Series in Computer Science, 1994.
- Johnstone, P.T. and Vickers, S.J., "Preframe Presentations Present", in Carboni, A. and Pedicchio, M.C. and Rosolini, G., Category Theory – Proceedings, Como 1990, ISBN 3-540-54706-1, 0-387-54706-1, Lecture Notes in Mathematics, 1488, Springer-Verlag, 1991.
- Steven Vickers, "Topology Via Logic", Cambridge University Press, ISBN 0-521-57651-2, 1996.
- Doring, Andreas and Isham, Chris, "What is a Thing?: Topos Theory in the Foundations of Physics", in Bob Coecke, New Structures in Physics, Chapter 13, pp. 753–940, Lecture Notes in Physics, 813, Springer, 2011, ISBN 978-3-642-12820-2, (also see arXiv:0803.0417v1.)
- Heunen, Chris and Landsman, Nicolaas P. and Spitters, Bas, A Topos for Algebraic Quantum Theory, 2009, Communications in Mathematical Physics, 291 (1), pp. 63–110, ISSN 0010-3616 (Print) 1432-0916 (Online).